# Auditorium Pan-Pacific
L'Auditorium Pan-Pacific était un parc des expositions et édifice phare du district de Fairfax à Los Angeles, Californie située au 7600 West Beverly Boulevard près du site du Gilmore Field, un stade de baseball précurseur du Dodger Stadium. Pendant trente-cinq ans, il fut le principal lieu d'événements publics en intérieur de la zone de Los Angeles. Le lieu a fermé ses portes en 1972 et malgré son état d'abandon, il a été placé en 1978 dans la liste du Registre national des lieux historiques.
Dans les années 1980, il a été détruit par plusieurs incendies avant d'être rasé en 1992.

## Architecture et usage
Conçu par le cabinet d'architectes Wurdeman & Becket (Walter Wurdeman (en) et Welton Becket), le Pan-Pacific Auditorium a été inauguré le 18 mai 1935 par une fanfare de bugles des scouts de Californie ouvrant un salon de la maison de seize jours. La façade ouest du bâtiment accueillant les expositions a été reconnue comme un exemple architectural du style « paquebot ». Cette façade verte et blanche de 70 m de long était constituée de quatre tours stylisées et de quatre mâts évoquant des dérives d'avions incurvées. Cette façade très photographiée masque un hangar rectangulaire à structure en bois ressemblant à un gymnase surdimensionné tant à l'extérieur qu'à l'intérieur. L'espace de cette structure était de 9 290 m2 et pouvait accueillir plus de 6 000 personnes,.
En 1937, le Pan-Pacific est acheté par Errett Lobban Cord, un homme connu pour ses intérêts dans l'industrie automobile.
Durant une trentaine d'années, l'édifice a accueilli de nombreux événements comme les Ice Capades ou les Globetrotters de Harlem mais aussi des matchs de hockey des Monarchs de Los Angeles (en), de basket-ball de l'UCLA et de l'Université de Californie du Sud (USC), des compétitions de tennis, des expositions de voitures, des conventions politiques ou des spectacles de cirques. Dans les années 1940 et 1950, des émissions nationales de radio ou télévision y ont été enregistrées dont des compétitions de lutte.
À son apogée, la plupart des événements en intérieur était organisé au Pan-Pacific. Parmi les grands moments on peut citer :
- un concert de Leopold Stokowski en 1936 ;
- le couronnement de Jeanne Crain comme "Miss Pan Pacific" en 1941 avant sa carrière d'actrice ;
- fin novembre et courant décembre 1952, d'après le journal Los Angeles Time, Walt Disney expose une locomotive miniature de 2,40 m de hauteur qu'il a réalisée de ses mains et baptisée Carolwood Pacific Railroad lors du Festival of California Living[3] ;
- le discours du Général Dwight D. Eisenhower en 1952 un mois avant son élection comme Président des États-Unis devant 10 000 personnes ;
- un concert d'Elvis Presley en 1957 avant son service militaire ;
- une allocution du vice-président Richard Nixon en novembre 1960.

Avant 1972 et l'ouverture du Los Angeles Convention Center, le Pan-Pacific était le principal centre de congrès de Los Angeles. L'ouverture du LACC a précipité la fermeture du Pan-Pacific.

## Dernières années
En 1975, le Pan-Pacific fait une brève apparition dans le film Funny Lady comme étant l'entrée des studios de NBC à Hollywood (en réalité le CBS Studio Center). C'est en 1978 que le bâtiment est inscrit au Registre national des lieux historiques.
Le film Xanadu présente le Pan-Pacific comme un exemple d'édifice abandonné qui est converti en boîte de nuit disco avec roller. L'intérieur de la discothèque est tourné dans le Stage 4 du Hollywood Center Studios (1040 N. Las Palmas Avenue, Hollywood). Ce film redonne un espoir d'avenir pour le Pan-Pacific mais le film n'a pas le succès escompté tant en salle qu'au niveau critique. Le bâtiment apparaît aussi dans le film Appel d'urgence (1988).
En mai 1983, un incendie détruit la partie Nord du bâtiment. Le 24 mai 1989, six jours après son 54e anniversaire, un incendie détruit en grande partie le bâtiment inoccupé depuis 1977,. Il est définitivement rasé en 1992.
L'une des tours d'origine a été déplacée au sein du Pan Pacific Recreation Center, une structure du jardin municipal construit à la place du parc d'expositions. Une réplique a été construite en 1989 à l'entrée du parc d'attractions Disney-MGM Studios en Floride, (Disney's Hollywood Studios depuis 2008).

## Galerie

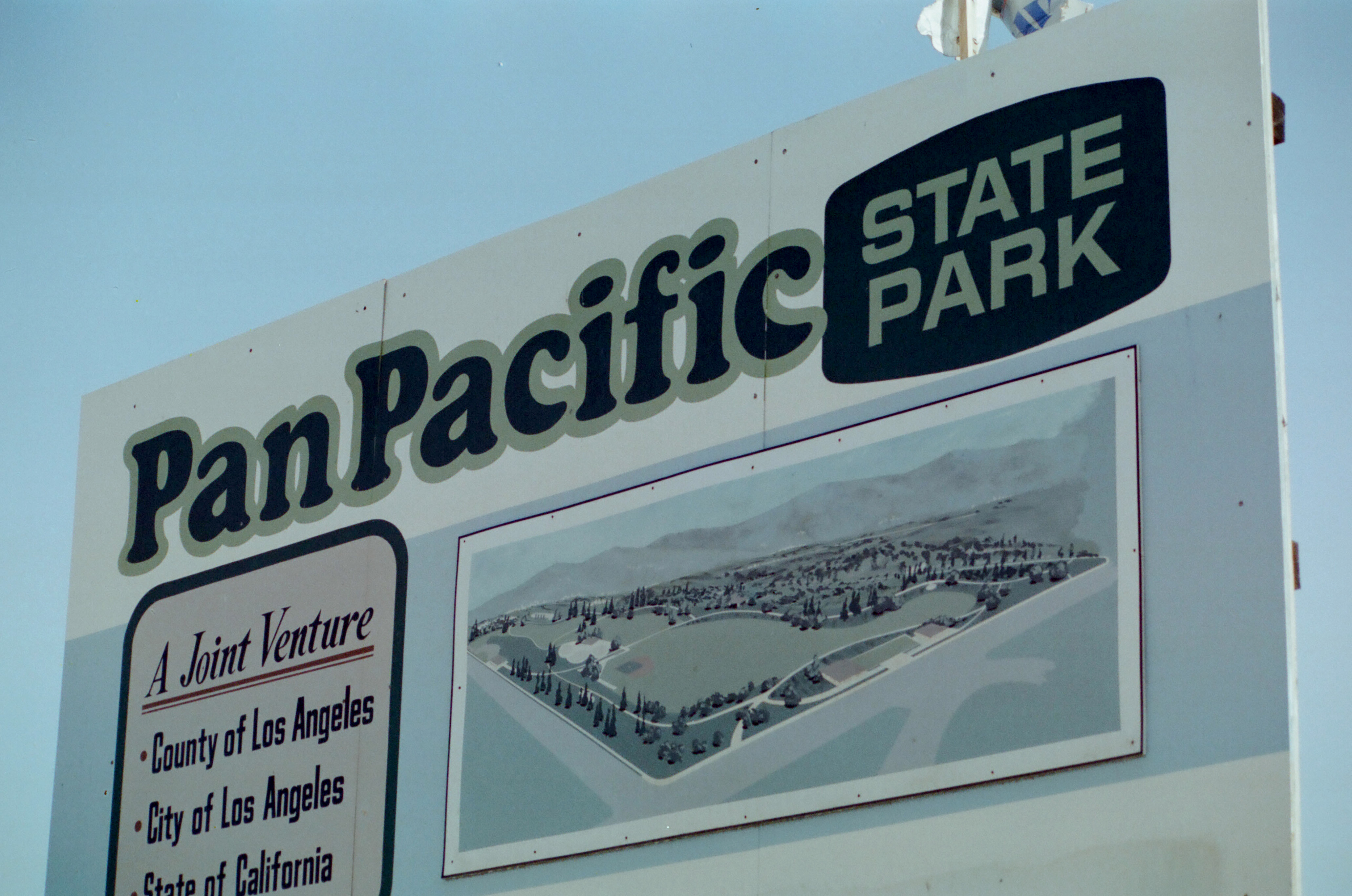
Pan Pacific State Park Sign
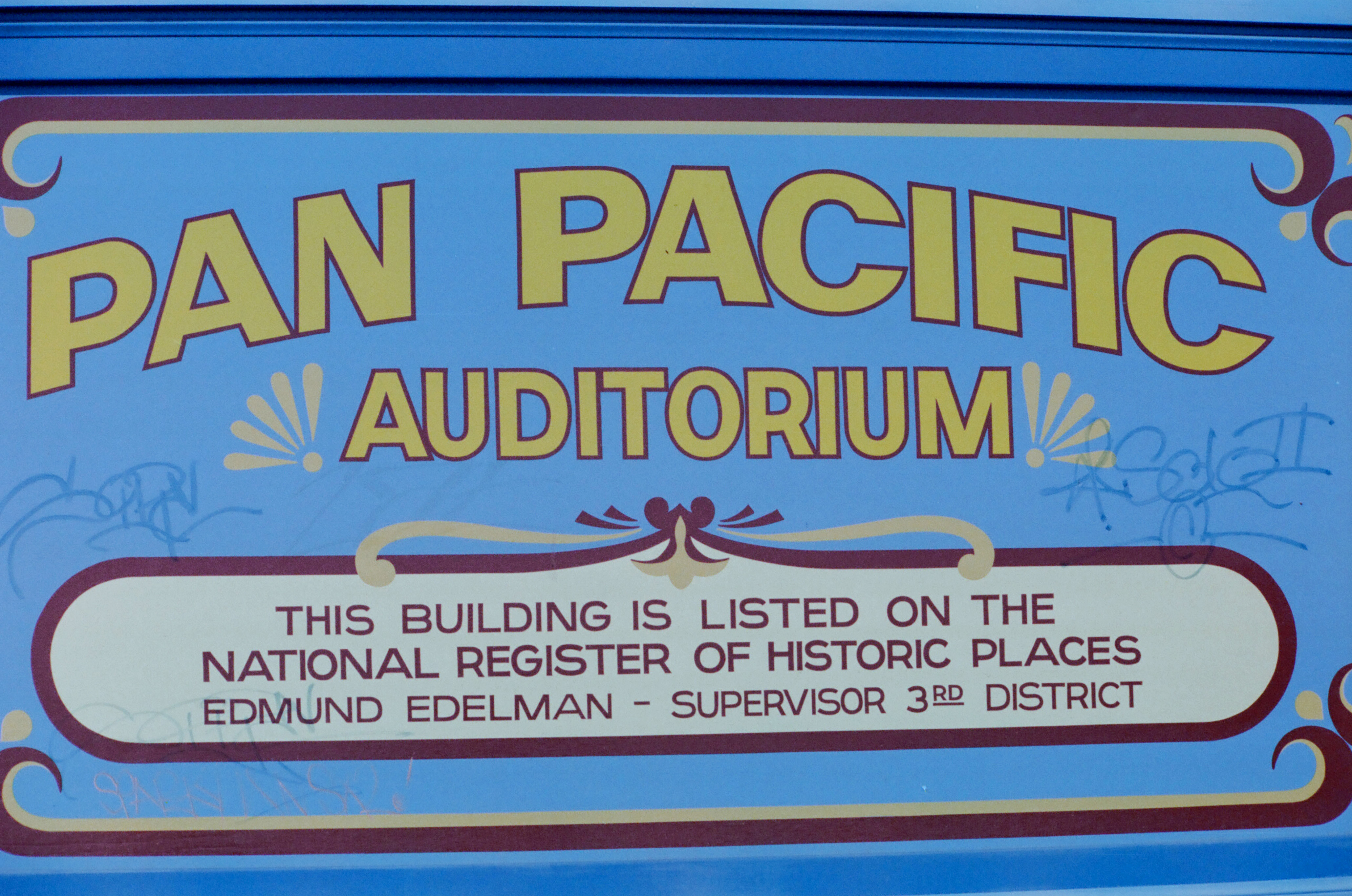
Pan Pacific Auditorium Sign